# Chauzon
Chauzon è un comune francese di 348 abitanti situato nel dipartimento dell'Ardèche, nel cantone di Largentière, sulla riva dell'Ardèche (fiume), nella regione Alvernia-Rodano-Alpi.

## Società

### Evoluzione demografica
Abitanti censiti